# A Believer Sings the Truth
A Believer Sings the Truth (en español: Un creyente canta la verdad) es un álbum doble del cantante country Johnny Cash, aunque Cash fuera cantante country él fue muy religioso porque grabó algunos álbumes góspel. Cash estaba bajo contrato con Columbia, pero el sello dudaba que un álbum doble de canciones góspel fuera comercialmente viable. Así, con la bendición de la discográfica, a Cash se le permitió lanzarlo por su cuenta bajo el sello Cachet y como un especial para radio, con una narración en la cual el artista hablaba sobre las composiciones del álbum.

## Canciones

### Lado 1
1. Wings in the Morning – 2:43
2. Gospel Boogie (A Wonderful Time up There) – 2:40
3. Over the Next Hill (con Anita Carter) – 2:36
4. He's Alive(con June Carter Cash) – 4:16
5. I've Got Jesus in My Soul" – 2:42

### Lado 2
1. When He Comes (con Roseanne Cash) – 3:33
2. I Was There When It Happened (con Marshall Grant)– 2:16
3. I'm a Newborn Man – 1:42
4. There Stranger Things Happening Every Day – 3:34
5. Children Go Where I Send Thee – 2:39

### Lado 3
1. (I'm Just an) Old Chunk of Coal – 2:14
2. Lay Me Down in Dixie (con Cindy Cash) – 2:01
3. Don't Take Everybody for Your Friend – 2:25
4. You'll Get Yours, I'll Get Mine (con Rodney Crowell) – 2:23
5. Oh Come Angel Band – 2:45

### Lado 4
1. This Train is Bound for Glory (con June Carter Cash) – 3:31
2. I'm Gonna Try to Be That Way (con Jan Howard) – 2:50
3. What on Earth (Will You Do for Heaven's Sake) – 2:10
4. That's Enough – 2:45
5. The Greatest Cowboy of Them All (con Jack Routh) – 3:54